# ビッグボス BIG BOSS
『ビッグボス BIG BOSS』は、1992年4月10日に発売されたオリジナルビデオ。製作は東映ビデオ、発売は東映。菅原文太主演。

## キャストギャングA 大澤定永
- 堂島：菅原文太
- 谷本修一：菅原加織
- 加奈子：細川ふみえ
- ミサキ：小栗香織
- アギーラ：ルビー・モレノ
- 欧陽
- 綾小路雪乃：小野みゆき
- 橋爪：荒井注
- 志津子：黒田福美
- 渋田：渡辺裕之（特別出演）
- 山本太一朗：高橋悦史

## スタッフ
- 監督：高橋正治
- 原作：半村良「女たちは泥棒」より（集英社文庫より）
- 企画：吉田達、高畠久、莟宣次
- プロデューサー：松田康史、冨永理生子
- 脚本：神波史男、三村渉
- 撮影：椎塚彰
- 照明：山川英明
- 録音：熊谷良兵衛
- 編集：田中修
- 音楽：是方博邦
- 美術：国府田俊男
- 助監督：桑原昌英
- 製作担当：内山雅博
- スチール：副田宏明
- キャスティングプロデューサー：丸橋英夫
- 助監督：辻裕之、小野寺昭洋
- 撮影助手：松橋亮、市毛幸雄
- 照明助手：渡辺雄二、俵山一彦、能村盛二、五十嵐孝文
- 録音助手：南徳昭、笠原秀樹
- 装飾：岡本国昭
- 持道具：船木悦子、赤星裕史
- 衣裳：有馬達也（東京衣裳）
- メーキャップ：渡辺美恵子
- 編集助手：河合利江子
- ネガ編：高橋信之
- 記録：宮瀬淳子
- 現像：東映化学工業
- 宣伝：滝島留一、新田隆男
- スタイリスト：橋本信一
- 擬斗：オフィス國井&悪童児
- 制作主任：伊藤正昭
- 制作進行：田島啓次
- 製作協力：東映東京撮影所、バズ・カンパニー

## ソフト
未DVD化。
- VHS：1992年4月10日発売